# José H. Prado Flores
José H. Prado Flores (ur. 15 maja 1947 w Meksyku) – teolog katolicki, biblista, lider i założyciel międzynarodowej sieci Szkół Ewangelizacji Świętego Andrzeja, pisarz, dziennikarz.

## Życiorys
José Prado Flores urodził się 15 maja 1947 r. w stolicy Meksyku. Studiował filozofię i teologię w Meksyku. W 1971 roku, uczestnicząc w spotkaniu charyzmatycznym, wziął udział w modlitwie o wylanie Ducha Świętego. Doświadczenie to wpłynęło na jego zaangażowanie się w dzieło ewangelizacyjne Kościoła katolickiego. W 1977 r. ukończył studia w Międzynarodowy Instytut Katechetyki i Duszpasterstwa Lumen Vitae w Brukseli. Jako świecki ewangelizator prowadził wykłady w Meksyku (Instituto De Sagrada Escritura, Instituto Superior de Estudios Eclesiasticos, Instituto Biblico Catolico w Guadalajarze) i we Włoszech (Instytut Katolickiej Odnowy Charyzmatycznej w Rzymie). Jest autorem wielu artykułów i książek dotyczących teologii pastoralnej i duchowości katolickiej oraz kerygmatu i Nowej Ewangelizacji. Książki Prado Floresa były tłumaczone na wiele języków w tym na język polski. W 1980 r. założył Szkołę Ewangelizacji Świętego Andrzeja (SESA), która dziś obejmuje ok. 2000 szkół w 82 krajach. Brał udział w XIII Sesji Zwyczajnej Synodu Biskupów poświęconej Nowej Ewangelizacji w październiku 2012 roku.
Jest żonaty, ma czworo dzieci (Susan, Juan Marcos, David i Ana Gabriela).

## Publikacje w języku polskim
- Formacja uczniów, Łódź 1992, ISBN 83-85022-14-7
- Jak ewangelizować ochrzczonych, Łódź 1993, ISBN 83-85022-28-7
- Mojżesz: poza pustynię, Wrocław-Kraków 1994, ISBN 83-901509-2-1
- Jezus jest Mesjaszem, Łódź 1995, ISBN 83-86366-50-8 (wraz z Emilienem Tardifem)
- Dookoła świata bez walizki, Łódź-Warszawa 1995, ISBN 83-86366-30-3 (wraz z Emilienem Tardifem)
- Sekret Pawła: zawodnik Jezusa Chrystusa, Łódź 1996, ISBN 83-86366-65-6
- Jezus Chrystus uzdrowiciel mojej osoby, Łódź 1997, ISBN 83-86366-05-2 (wraz z Thomásem Forrestem)
- Rybacy ludzi: kapłani i świeccy w nowej ewangelizacji, Gdańsk-Toruń 1997, ISBN 83-908073-2-7
- Jak głosić Jezusa, Kielce 1999, ISBN 83-7224-026-4 (wraz z Salvadorem Gomezem)
- Jezus żyje, Łódź 2001, ISBN 83-86366-75-3 (wraz z Emilienem Tardifem)
- Urzekająca śmierć Jezusa, Kielce 2006, ISBN 83-7442-390-0 (wraz z Ângelą M. Chineze)
- Effata! Otwórz się!, Kielce 2007, ISBN 978-83-7442-422-6 (wraz z Ângelą M. Chineze)
- W ogniu miłości: dookoła świata bez walizki, Kraków 2009, ISBN 978-83-60040-98-0 (wraz z Emilienem Tardifem)
- Nowi ewangelizatorzy dla Nowej Ewangelizacji, Poznań 2013, ISBN 978-83-7516-621-7
- Dlaczego Bóg nie uzdrawia swoich przyjaciół?, Poznań 2014, ISBN 978-83-7516-788-7
- Uzdrowienie nad sadzawką Siloam, Poznań 2015, ISBN 978-83-7516-918-8
- Szymon Piotr: uczeń-misjonarz, Poznań 2015, ISBN 978-83-7516-790-0
- Idźcie i ewangelizujcie ochrzczonych, Poznań 2016, ISBN 978-83-7516-978-2